# خالد عبد الوهاب الملا
خالد عبد الوهاب الملا 25 يناير 1967م/ 14 شوال 1386هـ، فقيه حنفي وسياسي عراقي. هو رئيس جماعة علماء ومثقفي العراق. عمل مستشارًا لرئيس العراقي جلال الطالباني، ثم خطيب جمعة بغداد الموحدة.

## سيرته
ولد خالد بن عبد الوهاب المُلّا يوم 14 شوال 1386/ 25 يناير (كانون الثاني) 1967 في البصرة ونشأ ودرس بها. حصل على بكالوريوس علوم شرعية من كلية الإمام الأعظم في بغداد سنة 1998، وماجستير في التفسير من الجامعة نفسها سنة 2002، ثم حصل على دكتوراه في علوم القرآن من معهد الدعوة الجامعي في بيروت.

اشتغل بالتدريس ومارس وظائفة دينية في بغداد والحلة والناصرية والبصرة. أسس مؤسسة «الوسطية والاعتدال»، وساهم في تشكيل جماعة علماء العراق، التي أسسها عبد اللطيف الهميم سنة 2007، وعيّن رئيسًا لفرع الجنوب، ثم رئيسًا لها. أصبح عضوا في الائتلاف الوطني العراقي. دخل السياسة ورشح نفسه أكثر من مرة كـمسلم سني لكنه فشل لدخول إلى البرلمان. حصل على العديد من المناصب، فهو عضو الشورى المركزية في رابطة الوحدة الإسلامية، وإمام جامع ومدرس في كلية ورئيس جماعة علماء العراق.

يعد من دعاة التقريب بين المذاهب الإسلامية في العراق، ومعارضًا للطائفية. مع هذا، يقارن مع أحمد بدر الدين حسون عند المعارضة السورية. وهناك بعض الانتقادات الموجهة له من العراقيين أيضًا.